# Промышленные покрытия
Промышленные покрытия — это краски, полимерные покрытия, металлические покрытия, предназначенные в большей степени для защиты поверхностей от воздействия атмосферы, чем для эстетики, в то же время обеспечивая и художественный эффект. Основное назначение промышленных покрытий обеспечение антикоррозионной защиты стальных конструкций и бетона.
Среди прочих применений — вздувающиеся и огнезащитные покрытия. Основные полимеры, которые используются при производстве промышленных покрытий — органосиликаты, полиуретаны, эпоксиды и влагоотверждаемые уретаны. К другим часто используемым полимерам в промышленных покрытиях относятся фторполимеры. Существует большое количество промышленных покрытий на основе фосфатов, Xylan, а также металлических покрытий, создаваемых такими методами, как PVD, газотермическое напыление, металлизация, холодное газодинамическое напыление, алитирование, цинкование.

## Аттестующие организации
Антикоррозионные покрытия, в зависимости от отрасли применения, аттестуются как за рубежом так и в России следующими организациями:
- API
- DNV
- LLOYD’S
- MARINTEK
- NORSOK
- WFR
- «ВНИИСТ»
- «ВНИИГАЗ»
- ГосНИИГА
- ОАО ЦНИИС
- ФГУП «Прометей»

## Толщина плёнки ЛКМ
В технологической карте на конкретный лакокрасочный материал содержаться сведения, необходимые для нанесения краски, в том числе рекомендуемые величины толщин мокрого и сухого слоёв покрытия, объёмного содержания нелетучих веществ, предельные величины разбавления и другие. Когда имеется такая информация, маляру легко с помощью гребёнки обеспечить требуемую толщину сухого слоя
.